# Bimbaša
Bimbaša (tudi binbaši/bimbaši; izvirno turško: Binbaşı; dobesedno šef tisočih) je vojaški čin v turški Kopenski vojski (ustreza mu čin majorja) in bil čin v egiptovskih oboroženih silah; tudi tu je ustrezal činu majorja.

## Turčija
Do leta 1934 je činu majorja ustrezal čin Kolağası (dejansko višji stotnik), medtem ko je bimbaša ustrezal činu podpolkovnika. Z reformo leta 1934 je bil čin Kolağası ukinjen in bimbaša je padel za eno stopnjo nižje. Do reforme je bimbaša poveljeval bataljonu, od takrat pa je to dolžnost Jarbaja.